# 南川秀樹
南川 秀樹（みなみかわ ひでき、1949年12月27日 - ）は、環境省の官僚。自然環境局長、地球環境局長、官房長、地球環境審議官を経て2011年1月から2013年7月まで環境事務次官を務めた。三重県四日市市出身。
自然環境局長在任中（2005年）、「日光国立公園」を「日光尾瀬国立公園」と改称してほしいという群馬県、福島県、新潟県等からの要望に対し、尾瀬地域を日光国立公園から分離し、尾瀬国立公園として独立させる案を打ち出し注目を集めた。
（その後、この構想は実現し、2007年尾瀬国立公園が制定された。）
地元三重県知事選挙への出馬について民主党から打診され意欲を見せていたものの、事務次官昇格が決まり翻意、2011年に環境事務次官に就任した。2013年退官し、新設された福島中間貯蔵等連絡調整推進本部本部長に就任。
大学時代は陸上競技部に所属。第1回全日本大学駅伝（熱田神宮～伊勢神宮）に出場、その後第3回、第4回にも出場している。

## 経歴
- 三重県立四日市高等学校卒業[4]
- 1974年 名古屋大学経済学部卒業

- 1974年 環境庁（現環境省）入庁
- 大臣官房広報室長
- 環境事業団総務部次長
- 大気保全局生活環境室長
- 水質保全局水質管理課長
- 1997年7月　企画調整局環境保健部保健企画課長
- 長官官房総務課長
- 2001年1月　環境省大臣官房総務課長
- 2002年7月　総合環境政策局環境保健部長
- 2003年7月　廃棄物・リサイクル対策部長
- 2005年 自然環境局長
- 2006年 地球環境局長
- 2008年7月　官房長
- 2010年8月　地球環境審議官
- 2011年1月　環境事務次官
- 2013年7月 退官、環境省顧問[5]、福島中間貯蔵等連絡調整推進本部長[6]
- 2014年4月 東京経済大学経済学部客員教授[5]
- 2014年6月 一般財団法人日本環境衛生センター理事長[5]
- 2015年6月 日本廃棄物団体連合会会長[6]
- 2017年6月 株式会社ファンケル監査役[5]
- 2017年8月 株式会社レノバ取締役[6]
- 2021年4月 瑞宝重光章受章[7]